# Anii 1820
Anii 1820 au fost un deceniu care a început la 1 ianuarie 1820 și s-a încheiat la 31 decembrie 1829.

## Evenimente
1820
- 29 ianuarie: George, Prințul Regent devine regele George al IV-lea al Marii Britanii.
- 10 martie: Ferdinand al VII-lea al Spaniei acceptă Constituția spaniolă din 1812.
- Amiralul rus Fabian von Bellingshausen descoperă continentul Antarctica.
- Primii misionari americani ajung în Hawaii.

1821
- 18 ianuarie: Tudor Vladimirescu părăsește Bucureștii în fruntea unei cete de arnăuți și se îndreaptă spre Târgu-Jiu, unde ajunge la 21 ianuarie.
- 22 ianuarie: Tudor Vladimirescu întărește mănăstirea Tismana, pentru a dispune de o bază de rezistență și se instalează apoi la Padeș.
- 25 martie: Grecia își declară independența față de Imperiul Otoman; începutul războiului de independență, terminat în 1829
- martie-mai: Revoluția lui Tudor Vladimirescu în Țara Românească
- 24 iunie: Simón Bolívar câștigă bătălia de la Carabobo, asigurând independența Venezuelei față de Spania
- 17 iulie: Spania a cedat Florida Statelor Unite ale Americii
- 28 iulie: Peru își declară independența față de Spania
- 15 septembrie: Guatemala, El Salvador, Honduras, Nicaragua și Costa Rica câștigă independența față de Spania
- 27 septembrie: Mexico își câștigă independența față de Spania

1822
- 6 februarie: Nava chinezească Tek Sing (supranumită "Titanicul estului") s-a izbit de un recif lângă Indonezia și s-a scufundat. Aproximativ 1.600 de oameni și-au pierdut viața.
- iunie 1822 - aprilie 1828 - Grigore al IV-lea Ghica, domn al Țării Românești
- iunie 1822 - aprilie 1828 - Ioniță Sandu Sturdza, domn al Moldovei
- 7 septembrie - Brazilia își declară independența față de Portugalia

1823
- 10 septembrie - Simón Bolívar a fost numit președinte al statului Peru

1824
- 8 ianuarie: După multe controverse, Michael Faraday este ales membru al Societății Regale cu numai un vot împotriva sa.
- 17 februarie: Simón Bolívar devine al 6-lea președinte al statului Peru (până în 1827).
- 1 aprilie: Domnitorul Grigore Ghica aprobă propunerea arhitectului Hartl și a inginerului Freiwald de pavare a străzilor bucureștene cu piatră cioplită. Pavarea străzilor Bucureștiului va continua susținut pe toată durata domniei lui Grigore Ghica (1822-1828).
- 16 septembrie: Carol al X-lea îi succede lui Ludovic al XVIII-lea al Franței.

1825
- 27 septembrie - Este inaugurată prima cale ferata din lume în Anglia
- 1 decembrie - Alexandru I al Rusiei moare și este succedat de fratele său mai mic Nicolae I al Rusiei

1826
- 26 august: Ultima execuție publică la București: Ghiță Cuțui și Simion sunt spânzurați la capul Podului Târgului de Afară

1827
- S-a introdus iluminatul public pe timpul nopții pe străzile Clujului.
- S-a înființat de către Iosif Romanov, la București, prima librărie românească.
- Inginerul român Petrache Poenaru a brevetat primul toc rezervor din lume sub numele Condeiul portăreț fără sfârșit, alimentându-se însuși cu cerneală.

1828

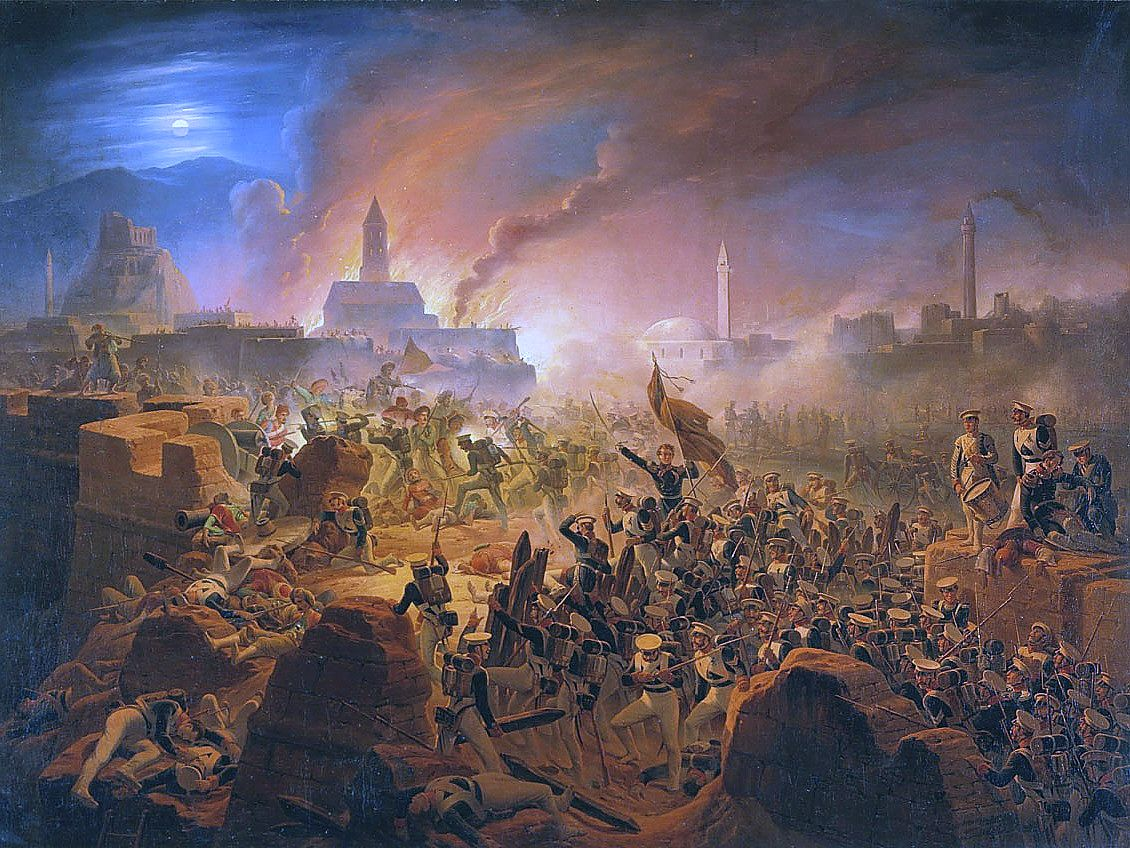
Războiul Ruso-Turc (1828–1829)

- 22 ianuarie: Ducele de Wellington devine prim-ministru al Marii Britanii
- 26 aprilie: Rusia declară război Turciei

1829
- 1 iunie - Apare la Iași Albina românească, prima gazetă în limba română din Moldova, editată de Gheorghe Asachi.

## În cultura populară

### Filme
Filme cu acțiunea în anii 1820:
- Abraham Lincoln: Vampire Hunter (2012)
- Byzantium (2012)
- The Revenant: Legenda lui Hugh Glass (2015)
- Les Misérables (2012)
- Man in the Wilderness (1971)
- Masca lui Zorro (1998)